# Петропавловский сельсовет (Абанский район)
Петропавловский сельсовет — сельское поселение в Абанском районе Красноярского края.
Административный центр — село Петропавловка.

## Население
| 2010 | 2012 | 2013 | 2014 | 2015 | 2016 | 2017 |
| ---- | ---- | ---- | ---- | ---- | ---- | ---- |
| 738  | ↘714 | ↘700 | ↘683 | ↘664 | ↘657 | ↘617 |
| 2018 | 2019 | 2020 | 2021 |      |      |      |
| ↘597 | ↘569 | ↘565 | ↘541 |      |      |      |

## Состав сельского поселения
| № | Населённый пункт | Тип населённого пункта       | Население |
| - | ---------------- | ---------------------------- | --------- |
| 1 | Белоглинная      | деревня                      | →3        |
| 2 | Борки            | деревня                      | ↘83       |
| 3 | Высокогородецк   | деревня                      | ↘169      |
| 4 | Гагарина         | посёлок                      | ↘142      |
| 5 | Канарай          | деревня                      | ↘134      |
| 6 | Петропавловка    | село, административный центр | ↘207      |

## Местное самоуправление
Петропавловский сельский Совет депутатов
Дата избрания: 14.03.2010. Срок полномочий: 5 лет. Количество депутатов: 10
Глава муниципального образования
- Монид Валентина Семеновна. Дата избрания: 14.03.2010. Срок полномочий: 5 лет